# Скрябин, Владимир Трофимович
Скрябин Владимир Трофимович (7 марта 1927, Ленинград — 29 июля 1989, Ленинград, СССР) — советский живописец, график, член Ленинградского Союза художников.

## Биография
Скрябин Владимир Трофимович родился 7 марта 1927 года. В 1949—1955 годах учился в Ленинградском институте живописи, скульптуры и архитектуры имени И. Е. Репина. Занимался у Петра Белоусова, Ивана Степашкина, Ивана Сорокина. В 1955 окончил институт по мастерской профессора Р. Р. Френца с присвоением квалификации художника живописи. Дипломная работа — картина «Едут в колхоз».
Участвовал в выставках с 1955 года, экспонируя свои работы вместе с произведениями ведущих мастеров изобразительного искусства Ленинграда. Писал жанровые и исторические картины, портреты, пейзажи. Член Ленинградского Союза художников. Автор картин «1917-й год» (1957), «Птичница», «Тишина» (обе 1958), «Мы новый мир построим» (1960, в соавторстве), «Город наступает» (1961), «У Средней Рогатки» (1963), «Штаб Октября» (1967), «Подруги» (1968), «Семья. 1917-й год» (1969), «Галя» (1974), «Вечер» (1975), «Апрель 1917 года» (1977).
В 1989—1992 годах уже после смерти художника его работы с успехом были представлены на выставках и аукционах русской живописи L' Ecole de Leningrad во Франции.
Скончался 29 июля 1989 года в Ленинграде на 63-м году жизни.
Произведения В. Т. Скрябина находятся в музеях и частных собраниях в России, Японии, Франции, Италии, Финляндии и других странах.

## Выставки
- 1957 год (Ленинград): 1917 - 1957. Выставка произведений ленинградских художников.
- 1958 год (Ленинград): Осенняя выставка произведений ленинградских художников.
- 1960 год (Москва): Советская Россия. Республиканская художественная выставка.
- 1961 год (Ленинград): «Выставка произведений ленинградских художников» .
- 1964 год (Ленинград): Ленинград. Зональная выставка.
- 1967 год (Москва): Советская Россия. Третья Республиканская художественная выставка.
- 1968 год (Ленинград): Осенняя выставка произведений ленинградских художников.
- 1975 год (Ленинград): Наш современник. Зональная выставка произведений ленинградских художников.
- 1976 год (Ленинград): Портрет современника. Пятая выставка произведений ленинградских художников.
- 1976 год (Москва): Изобразительное искусство Ленинграда.
- 1977 год (Ленинград): Выставка произведений ленинградских художников, посвящённая 60-летию Великого Октября.